# Деяния саксов
Деяния саксов (также Деяния саксов, или анналы в трёх книгах; лат. Res gestae saxonicae sive annalium libri tres) — трёхкнижная германская хроника, созданная в X веке Видукиндом Корвейским. Автор, восхваляя свой народ и историю, начинает хронику не с истории Древнего Рима, а с устно передававшейся истории саксов, с краткостью, затрудняющей её интерпретацию. Видукинд опускал итальянские события, прослеживая карьеру Генриха I Птицелова, и не упоминал папу римского.

## Рукописи
«Деяния саксов» Видукинда известны по пяти рукописям, из которых одна была обнаружена уже в XX веке. Содержание и даты варьируются в разных представленных версиях, что является предметом множественных дискуссий. Работа была впервые завершена в 967 или 968 году, когда была посвящена Матильде, юной дочери Оттона I Великого и новоназначенной аббатисе Кведлинбургского монастыря. Однако в одной из четырёх рукописей изложение событий продолжено до 973 года (добавлены главы 70—76 третьей книги) Видукиндом или другим автором. Так как составление, вероятно, было длительным процессом, возможно, что посвящение изначально не было частью замысла Видукинда и что ему пришлось внести ряд коррективов в соответствии с другими потребностями. Были выделены три извода, названные как A, B и C:
- Извод A. Конец Книги III, глава 69, год 967/9.
  - MS A. MS J 38 (Sächsischen Landesbibliothek, Dresden). Дата создания: 1200—1220 годы.

- Извод B. (продолжается до 973).
- MS B 1. MS Addit. 21109 (British Library, London), pp. 138—181. Дата создания: середина XII века.[2]
- MS B 2. Утерянная рукопись, хранившаяся в Аббатстве Эбербах в Рейнгау. Дата создания: середина XII века. Содержание может быть восстановлено на основе переводов и официального издания XVI века:
  - B 2a. Clm 4029 (Münchener Staatsbibliothek); рукопись издана в XVI веке К. Пейтингером.
  - B 2b. Martin Frecht (ed.), Witichindi Saxonis rerum ab Henrico et Ottone I impp. gestarum libri III. — Basel, 1532.
- Извод C (также продолжается до 973)
  - MS C 1. MS no. 298, f. 81-244 (монастырь Монтекассино). Дата создания: XI век. Переписано в Беневенто, в княжестве (герцогстве) Ломбардском к югу от Рима.
  - MS C 2. MS Lat. oct. 198 (Berliner Staatsbibliothek), f. 1-39'. Дата создания: XIII век. Дарован библиотеке в 1909 году, и до этого не известен исследователям.

## Содержание

### Первая книга
Видукинд начинает книгу с падения германской династии Тюрингов. По его версии, Амалаберга была дочкой франкского короля Хуги (возможно, Хлодвига). После смерти Хуги, его сын от наложницы, Теодорих I, был коронован, но Амалаберга убеждает своего мужа Герменефреда с помощью воина Иринга (Iring), что именно она должна унаследовать королевство. Начинается война, и после того, как франки под командованием Теодориха выиграли битву при Рунибергуне, тюринги отступают в крепость Скитинги (современный Бургшайдунген).
Франки получают помощь от недавно иммигрировавших саксов, ищущих землю, и в Скитинги разыгрывается кровавая битва. После того, как многие воины были убиты, Герменефред посылает Иринга в качестве гонца к Теодориху просить мира. Короли приходят к соглашению и планируют убить саксов на следующий день, но саксы узнают об этом, штурмуют Скитинги ночью и убивают всех взрослых. Только Герменефред и его семья спасаются бегством. Саксы празднуют свою победу три дня, после чего возвращаются к Теодориху, и тот передаёт им страну.
По приказу Теодориха, Иринг убеждает Герменефреда вернуться к франкскому двору. Когда Герменефред смиренно опускается на колени перед Теодорихом, Иринг убивает его. Теодорих изгоняет Иринга, так как тот стал презренным для всех людей из-за этого поступка, и король не хочет участвовать в этом преступлении. Иринг объявляет, что он искупит свое преступление и отомстит за своего бывшего хозяина, а также убивает Теодориха. Он кладет тело Герменефреда поверх тела Теодориха, чтобы тот, по крайней мере, победил в смерти, и уходит.
Видукинд заканчивает тем, что сомневается в правдивости этой истории, но рассказывает, что в его дни Млечный Путь называется «Улицей Иринга». Намек на обращение саксов в христианство при Карле Великом приводит его к ранним саксонским герцогам и подробностям правления Генриха Птицелова.

### Вторая книга
Вторая книга начинается с избрания Оттона Великого королём Германии, и повествует о становлении его могущества, пропуская события в Италии, и завершается смертью его жены Эдит в 946. Автор посвящает свои труды Матильде, дочери Оттона и аббатисе Кведлинбурга, потомице саксонского вождя Видукинда, его тёзки.

### Третья книга
Третья книга рассказывает историю Людольфа, герцога Швабского, а также о франконийской кампании Оттона.

## Стиль
Стиль Видукинда отражает его знакомство с «Жизнью двенадцати цезарей» Светония, "Жизнью Карла Великого" Эйнхарда и, вероятно, с трудами Тита Ливия и Беды. Также в его тексте можно найти отсылки к Вульгате, следы влияния творчества Вергилия, Овидия и других римских поэтов. Более ранняя часть его работы взята из устной традиции, но современную ему часть он писал будучи знакомым с придворной жизнью и актуальными событиями.